# البرود (الدوادمي)
البرود، هي مركز من فئة (أ) تابع إداريا لمحافظة الدوادمي، التابعة لمنطقة الرياض في السعودية.
و تقع على بعد 7 كيلوات جنوب مدينة ساجر وهي لقبيلة بني علي من حرب ، و تشتهر بجودة إنتاج مزارعها من البطيخ و القمح و الذرة و الأعلاف و كذلك الورقيات و الخضروات عالية الجودة. و من أشهر معالمها حصن و قلعة البرود الذي يمتاز بسماكة الجدار الخارجي التي تتجاوز 100 سنتيمتر حيث تصدت لعدوان الحملة الغاشمة من إبراهيم ابن محمد علي والي مصر في القرن التاسع عشر.

## الموقع
يقع المركز في إقليم السر شمال شرق الدوادمي ويبعد مسافة 106 كم (67 ميل)، وجنوب ساجر بمسافة 7 كم (4 ميل).

## أعلام المركز
- حمد الجاسر